# 路易斯灣 (葛拉漢地)

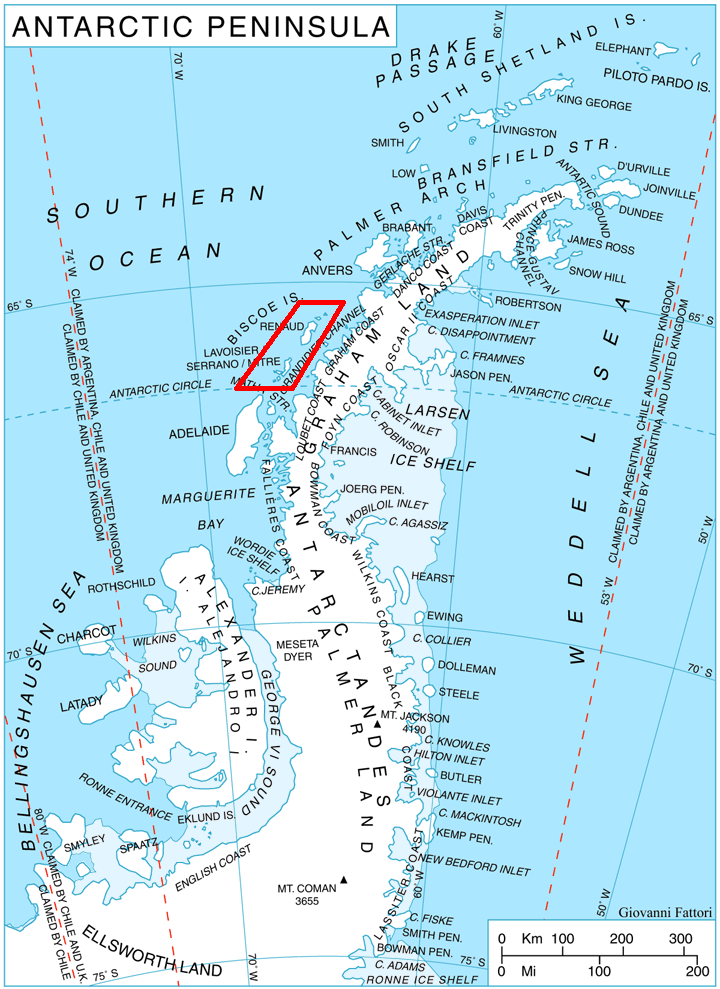

路易斯灣（英語：Lewis Sound），是南極洲的海灣，位於比斯科群島，東北面是拉瓦錫島和克羅格島，西南面是沃特金斯島，由英國探險隊繪入地圖，現時由南極條約體系管理。